# Emre Öztürk (Fußballspieler, 1992)
Emre Öztürk (* 26. August 1992 in Kocasinan) ist ein türkischer Fußballspieler.

## Karriere

### Verein
Öztürk begann mit dem Vereinsfußball in der Jugendmannschaft von Kayseri Erciyesspor. In der Spielzeit 2010/11 erreichte er mit der Reservemannschaft die Vizemeisterschaft der TFF A2 Ligi. August 2011 erhielt er einen Profivertrag. Sein Profidebüt machte er am 14. April 2012 im Ligaspiel gegen Göztepe Izmir.
Im Frühjahr 2016 wechselte er zum Erstligisten Sivasspor und für die Saison 2016/17 wurde er von diesem an den Zweitligisten Manisasporausgeliehen. Zur Saison 2017/18 wechselte er zum Zweitligisten Elazığspor und eineinhalb Spielzeiten später zu Afjet Afyonspor.

### Nationalmannschaft
Öztürk wurde 2011 einmal für die türkische U-15-Nationalmannschaft nominiert, kam aber bei dieser Gelegenheit nicht zum Einsatz.

## Erfolge
Mit Kayseri Erciyesspor A2 (Rerservemannschaft)
- Meisterschaft der TFF A2 Ligi (1): 2010/11

Mit Kayseri Erciyesspor
- Meisterschaft der TFF 1. Lig und Aufstieg in die Süper Lig: 2012/13